# Jānis Bordāns
Jānis Bordāns (Balvi, 21 de juny de 1967) és un polític letó, que va ser Ministre de Justícia de Letònia entre juliol de 2012 i gener de 2014.
Bordāns es va graduar a l'escola secundària de Riga núm. 39 el 1985. El 1992, va obtenir un grau a la Universitat de Letònia, i posteriorment un màster en Dret.
Fou elegit diputat del Saeima el 1994, tot i que va dimitir un any més tard, per treballar com a advocat. Fou nomenat conseller jurídic i secretari parlamentari del Primer Ministre de Letònia el juny de 2010, unes funcions que només va exercir durant cinc mesos.
Posteriorment fou nomenat secretari parlamentari del Ministeri de Justícia el 2011, fins que el 5 de juliol de 2012 fou nomenat nou Ministre de Justícia, dins el tercer Gabinet Dombrovskis després de la marxa del seu predecessor Gaidis Bērziņš. Després de la formació del primer Gabinet Straujuma el 22 de gener de 2014 va cedir el seu lloc a la nacionalista Baiba Broka i va deixar l'executiu.